# Куаме, Кристиан
Кристья́н Мише́ль Куаме́ Куаку́ (фр. Christian Michael Kouamé Kouakou; род. 6 декабря 1997, Абиджан) — ивуарийский футболист, нападающий клуба «Фиорентина» и сборной Кот-д’Ивуара.

## Клубная карьера
Кристиан родился в Кот-д’Ивуаре, но уже в раннем возрасте стал заниматься в молодёжной команде итальянского клуба «Прато». В 2014 году Куаме отправился в аренду в молодёжную команду «Сассуоло» на один сезон. 1 июля 2015 года он стал игроком основного состава «Прато». В дебютном сезоне он сыграл 13 матчей и отдал две голевые передачи. После этого, в новом сезоне он отправился в аренду в молодёжную команду «Интера» и пробыл там полгода.
В 2018 году Кристиан перешел в «Дженоа».
31 января 2020 года он перешёл в клуб «Фиорентина» на правах аренды с обязательным выкупом.